# Festival dalmatinskih klapa – Omiš 1977.
Festival dalmatinskih klapa Omiš 1977. bila je glazbena manifestacija klapskog pjevanja u Omišu u Hrvatskoj. Festival se održao 10., 11., 13., 16., 17. i 23. srpnja 1977. godine.
Poredak nakon večeri:

## Vanjske poveznice
- Službene stranice